# Motor Lublin
El Motor Lublin es un club de fútbol de la ciudad de Lublin, en Polonia. Actualmente milita en la Ekstraklasa, la primera categoría del fútbol polaco. Fundado en 1950, juega sus partidos como local en el Arena Lublin.

## Historia
Fue fundado en diciembre de 1950 en la ciudad de Lublin bajo el nombre Metalowiec Lublin, modificándolo en cuatro ocasiones a largo de su historia, obteniendo la denominación actual en 1957. Han pasado la mayor parte de su historia en los niveles bajos del fútbol polaco, aunque han jugado 19 temporadas en la I Liga y 9 temporadas en la Ekstraklasa, pero no juegan en ella desde 1992. A nivel internacional jugaron la Copa Intertoto 1982, ocupando el tercer lugar de su grupo.

## Jugadores

### Jugadores destacados
- Władysław Żmuda
- Jacek Bąk
- Zygmunt Kalinowski
- Ryszard Brysiak
- Leszek Iwanicki
- Roman Dębiński
- Andrzej Pop
- Witold Sokołowski
- Maciej Famulski
- Jerzy Krawczyk

## Palmarés

### Torneos nacionales
- No ha ganado ninguno hasta el momento

## Participación en competiciones internacionales
- Copa Intertoto: 1 aparición

1982 - 3º Lugar Grupo 4